# Лутовинов, Александр Ильич
Александр Ильич Лутовинов (род. 2 марта 1957 года в посёлке Балезино Удмуртской АССР) — российский государственный деятель, сенатор Российской Федерации (с 2023 г.). Вошёл в Комитет Совета Федерации по науке, образованию и культуре. 25 сентября 2024 года перешёл в Комитет Совета Федерации по Регламенту и организации парламентской деятельности. 
Ранее занимал должность председателя Собрания депутатов Ненецкого автономного округа, с 27 сентября 2018 года по 9 октября 2023 года.

## Биография
В 1979 году закончил Свердловское высшее военно-политическое танко-артиллерийское училище. В 1989 году закончил Военно-политическую академию имени В. И. Ленина. Кандидат психологических наук, доктор педагогических наук.
С 1975 по 1995 год служил в Вооруженных Силах СССР и Российской Федерации. Воинское звание — полковник. С 1996 по 2003 год работал в таможенных органах Российской Федерации. В 2001—2003 годах — начальник Института переподготовки и повышения квалификации Российской таможенной академии, заместитель начальника Российской таможенной академии по воспитательной работе. С 2003 по 2005 год заместитель главы администрации города Нарьян-Мара Юрия Родионовского по вопросам строительства, ЖКХ, энергетики, связи и транспорта. В 2006—2008 годах — генеральный директор ОАО «Мясопродукты». В 2007 году избран депутатом нарьянмарского горсовета. С 2008 по 2009 год работал первым заместителем главы администрации Нарьян-Мара Юрия Родиновского. В 2009 году избран депутатом Собрания депутатов Ненецкого автономного округа 26-го созыва, в Собрании работал на должностях председателя постоянной комиссии по общественной безопасности и противодействию коррупции, председателя постоянной комиссии по вопросам государственного устройства и местного самоуправления. С 2008 по 2012 год — исполняющий обязанности Секретаря и Секретарь Ненецкого регионального отделения Партии «Единая Россия». С 2012 года — первый заместитель Секретаря Ненецкого регионального отделения Партии «Единая Россия». 14 сентября 2014 года избран депутатом Собрания депутатов Ненецкого автономного округа 27-го созыва, с 8 октября 2014 года руководитель фракции «Единая Россия» в Собрании депутатов Ненецкого автономного округа.
3 ноября 2023 года избран членом Совета Федерации РФ, представителем от Собрания депутатов Ненецкого автономного округа.

## Законотворческая деятельность
В ноябре 2014 года стал одним из инициаторов поправки в законодательство, отменяющей прямые выборы Губернатора НАО.
13 мая 2020 года Александр Лутовинов поддержал меморандум об объединении Ненецкого автономного округа и Архангельской области.
Мы такое решение приняли. И я хочу сказать о том, что предстоит дальнейший очень серьезный разговор в рамках рабочих групп, который мы будем вести и с Архангельской областью, и здесь — на территории НАО. Мы действительно будем идти к общему знаменателю